# Raión de Oleksandrivka (Kirovogrado)
Oleksandrivka (en ucraniano: Олександрівський район) es un raión o distrito de Ucrania en el óblast de Kirovogrado. 
Comprende una superficie de 1159 km².
La capital es la ciudad de Oleksandrivka.

## Demografía
Según estimación 2010 contaba con una población total de 36108 habitantes.

## Otros datos
El código KOATUU es 3520500000. El código postal 27300 y el prefijo telefónico +380 5242.